# Joanne (álbum)
Joanne es el quinto álbum de estudio de la cantante y compositora estadounidense Lady Gaga, lanzado mundialmente el 21 de octubre de 2016 bajo el sello discográfico de Interscope Records. De acuerdo con la artista, el título es un homenaje a su tía, quien falleció a los 19 años de lupus, en diciembre de 1974, y cuya muerte afectó considerablemente a su familia. Todas las canciones del álbum fueron compuestas por Gaga, ocasionalmente recibiendo ayuda de Mark Ronson, BloodPop, Josh Homme y Hillary Lindsey, quienes trabajaron con la cantante por primera vez. Musicalmente hablando, Joanne es un disco pop con gran influencia del soft rock y el country, siendo así el primer trabajo como solista de la artista en no incluir elementos de la música dance. El contenido lírico de las canciones abarca temas como el desamor, la discriminación, la devoción, la pérdida de seres queridos, entre otros.
En términos generales, el álbum tuvo buena aceptación de parte de la crítica, al haber acumulado 67 puntos sobre 100 en Metacritic basándose en veintisiete reseñas profesionales, siendo así su trabajo mejor calificado desde Born This Way (2011). Hubo opiniones disparejas respecto al cambio de Gaga, con algunos expertos destacándolo como algo bueno, mientras que otros lo describieron como «confuso» e «innecesario». A diferencia de sus trabajos anteriores, la crítica no mostró favoritismo claro por ninguna canción, sino que el disco en general estuvo balanceado, con cada canción teniendo comentarios tanto positivos como negativos. Igualmente, fue nominado a los premios Grammy como Mejor Álbum de Pop Vocal. Comercialmente, Joanne entró a los diez primeros en los listados oficiales de treinta países, incluido los Estados Unidos, donde debutó en la primera posición del Billboard 200, hecho que convirtió a Gaga en la primera mujer con cuatro álbumes que llegaran a la cima del conteo en la década de los años 2010. Además, fue certificado con disco de platino por parte de la RIAA luego de exceder el millón de unidades vendidas en el territorio, siendo el quinto trabajo de la artista en obtener dicha distinción.
Para la promoción de Joanne, Gaga lanzó tres sencillos comerciales; «Perfect Illusion», «Million Reasons» y «Joanne». El primero de estos alcanzó la cima en países como España, Finlandia y Francia, además que fue certificado oro en Australia, Canadá e Italia. Por su parte, «Million Reasons» tuvo un buen rendimiento comercial, alcanzando la cuarta posición del Billboard Hot 100 en Estados Unidos, además de obtener tres discos de platino de parte de la RIAA certificando tres millones de unidades vendidas. «Joanne» fue lanzada como el tercer sencillo del álbum en las radios italianas, y, posteriormente, fue lanzada una versión que cambia la guitarra por el piano como instrumento principal. Dicha versión ganó el premio a la mejor interpretación pop solista en los premios Grammy de 2019. Por otro lado, Gaga encabezó el espectáculo de medio tiempo del Super Bowl LI, participó en el segmento Carpool Karaoke del programa The Late Late Show with James Corden, cantó en el Victoria's Secret Fashion Show y lanzó un documental biográfico titulado Gaga: Five Foot Two, que fue bien recibido por la crítica. Además de ello, se embarcó en quinta gira como solista, Joanne World Tour, la cual fue un éxito crítico y comercial con un total de 49 shows en América y Europa.

## Antecedentes y desarrollo

### 2012-2014: Planificación y composición
Previo al lanzamiento de su tercer álbum de estudio, ARTPOP, Gaga había comentado a MTV en octubre de 2012 que planeaba dividir el disco en dos volúmenes; uno para las canciones «comerciales» y otro para las «experimentales». Se tenía pensado además, publicar determinadas pistas que no figuraron en ARTPOP de manera gratuita en la aplicación para teléfonos inteligentes y tabletas que se lanzó simultáneamente con el disco el 11 de noviembre de 2013. Sin embargo, a pesar de los distintos planes de un segundo volumen, diversos problemas como el despido del mánager de Gaga, Troy Carter, provocaron una decaída en la cantante, por lo que la mayoría de sus proyectos fueron cancelados. Entre estos, el lanzamiento del videoclip de su sencillo «Do What U Want», la actualización de la aplicación, la continuación del artRAVE: The ARTPOP Ball Tour, entre otras cosas. Durante la promoción de su cuarto álbum de estudio junto a Tony Bennett, Cheek to Cheek (2014), Gaga concedió una entrevista a The Associated Press donde explicó que tuvo que lidiar con distintos problemas personales durante el período de promoción de ARTPOP, y estos fueron los que llevaron al bajo rendimiento comercial de este. Continuó diciendo que todo el dolor que sintió la estaba ayudando a escribir su nuevo disco como solista, y aseguró:

«Son sus primeras etapas. Siempre estoy escribiendo canciones. Pasé toda la noche despierta escribiendo en Estambul (Turquía) y tenían un maravilloso piano en mi habitación de hotel, estaba muy emocionada, sobre todo porque podía jugar con un piano de verdad y no electrónica, eso siempre me hace feliz. Estoy escribiendo canciones que me sorprenden un poco. He acumulado mucho dolor en los últimos años. Se me estaba haciendo muy duro el camino con el Born This Way Ball sin tener una plena y adecuada salud, y en torno a mi equipo. Pasé por un montón de dolor en el cuerpo y esto llevó a una cirugía de reemplazo de cadera. Lo llamo el dolor de la fama... Mi vida cambia mucho, y la gente que me rodea cambia también».

El 28 de septiembre de 2014, la intérprete concedió una entrevista al sitio Gaga Daily donde respondió una serie de preguntas realizadas por sus fanáticos. Se refirió a su enfoque hacia el género jazz como algo que influiría positivamente en sus futuras composiciones, producciones y grabaciones al comentar que a diferencia de géneros como el rock o la música clásica, el jazz tiene una estructura más compleja, y, particularmente en vivo, requiere de la improvisación del artista. Describió el género como el «más difícil de todos» y añadió que el sentimiento de alegría y libertad que le producía crear dicha música, estaba ayudando a su crecimiento como artista y esperaba que esto igualmente la ayudase a componer temas «hermosos y significativos». Con respecto a las distintas incógnitas que hacían énfasis a si el siguiente disco sería jazz o pop, mencionó que disfrutaba creando ambos géneros y que trataba de sacar provecho de lo mejor de ellos. Sin dar mayores detalles, concluyó la entrevista diciendo que:

«Cheek to Cheek no será mi último álbum jazz, y ARTPOP no fue mi último álbum pop. Tengo muchos años por vivir para crear música y me siento más fuerte que nunca, como cuando ingresé a Hollywood por primera vez».

El 19 de diciembre, la cantante publicó una fotografía suya junto al músico estadounidense Nile Rodgers y a la compositora también estadounidense Diane Warren en un estudio de grabación trabajando en una canción. Tres días más tarde concedió una entrevista a Yahoo! donde explicó que el último año había sido de «revitalización y renacimiento» por los problemas causados con ARTPOP. Describió el nuevo material como «una metáfora» de sí misma y sin dar muchos detalles, señaló que: «Quiero que mis seguidores se sorprendan [...] Me limitaré a decir que es una experiencia maravillosa. Y es muy diferente a mi último disco en ese aspecto. Hice el álbum mientras viajaba por el mundo. ARTPOP fue, ya sabes, un álbum "ácido" de hacer. Y este disco es como mi vieja parte como un cadáver. Y solo estoy trabajando mi viejo yo».

### 2015-2016: Grabación
El 16 de enero de 2015, Gaga confirmó en su cuenta de Instagram la participación de RedOne en el nuevo material, con quien ya había trabajado en sus álbumes previos The Fame (2008), The Fame Monster (2009) y Born This Way (2011) como productor de varias canciones, entre estas algunos de sus mayores éxitos como «Just Dance», «Poker Face», «Bad Romance» y «Alejandro», además de otros temas, donde destacan «Boys Boys Boys», «Monster» y «Scheiße». La noticia causó conmoción entre los medios; algunos de estos aseguraron que podría ser el regreso de «la vieja Gaga», así la oportunidad perfecta de la cantante para «resurgir» luego de la baja recepción de ARTPOP. Particularmente, la revista Billboard listó diez motivos por los cuales se hallaban tan emocionados de la noticia, donde hablaron favorablemente de varias de sus canciones del pasado por sus ritmos «pegadizos», «frescos» e «increíbles». En una entrevista concedida por RedOne al periódico abudabí The National, explicó que tras la culminación de Born This Way, ambos se dieron un tiempo para dedicarse a otros proyectos personales; sobre las sesiones de grabación para el nuevo álbum, dijo: «El nuevo material se siente muy bien [...] Cuando los dos nos sentimos bien, es increíble. Mucho de esto tiene que ver con la confianza, sin ego, solo el amor por la música. Y cuando es divertido y respetuoso, dejando de lado los egos, es magia». El productor afirmó que primero escribiría entre veinte y cuarenta canciones, hasta que finalmente consiguiesen el «mejor álbum de la década».
A raíz de una imagen publicada por Gaga el 22 de enero en Instagram donde aparecería junto a la cantautora británica Adele, se generaron diversos rumores de que ambas estaban trabajando en una canción para el nuevo material de Gaga. Al igual que la fotografía junto a RedOne, hubo gran conmoción entre los medios por los tantos rumores; MTV listó seis razones por las cuales era seguro que habría una colaboración entre ambas. Cuatro días más tarde, el músico italiano Giorgio Moroder confirmó en una entrevista con el sitio PopJustice que había preparado seis nuevos temas para el nuevo álbum y que pronto se reuniría con la cantante para concluir las ideas. Expresó que debido a un resfriado que sufrió, las sesiones de grabación tuvieron que ser aplazadas pero que tarde o temprano se darían; igualmente, Moroder habló sobre la posibilidad de incluir a Gaga en su nuevo disco. El 3 de febrero, Gaga compartió una serie de fotografías tras una sesión de grabación junto al exmiembro de The Beatles, Paul McCartney, al guitarrista de Pearl Jam, Mike McCready, y otros músicos. Tras varios rumores de la prensa con respecto al lanzamiento del álbum, el mánager de la cantante, Bobby Campbell, confirmó que el nuevo material no vería la luz hasta el 2016. Al respecto, dijo que Gaga se encontraba completamente enfocada en su música pero estaba tratando de trabajar sin presión para mantener su vida más tranquila y pura; «La veo feliz y sonriente como antes. Está en paz con sigo misma».
El 17 de abril, Madeon, uno de los productores de ARTPOP, habló sobre su experiencia trabajando con la cantante y negó tener planes de retorno para el nuevo material, así como también desmintió los rumores de que habría una canción llamada «Tinnitus», la cual se decía que aparecería en el nuevo disco. Habiendo concluido oficialmente la promoción de Cheek to Cheek con la gira respectiva del disco, Cheek to Cheek Tour, la cantante confirmó el 3 de agosto a través de su cuenta de Instagram que ya se encontraba trabajando en su quinto disco, el cual apodó «LG5» momentáneamente. El 19 del mismo mes, posó para revista CR Fashion Book y explicó que el lanzamiento de su nueva música se había retrasado debido a que quería componer absolutamente todas las canciones y no contratar otros compositores; «siento como si mis seguidores quisiesen matarme, pero me toma mucho para escribir todo por mi cuenta». Asimismo, reveló que había escrito una canción sobre su prometido, el actor Taylor Kinney: «Creo que es algo natural que todos quieran expresarse a sí mismos de la forma en que aprendieron cuando eran pequeños. Soy mejor comunicándome a través de mi trabajo [...] A veces siento que, incluso con mi prometido, le diré cómo me siento, pero me entiende mejor si creo una canción y la canto para él. Le escribí una canción el otro día y realmente encajó porque fue algo que no podría haber dicho con palabras, solo en una canción». Durante las grabaciones de American Horror Story: Hotel a finales de agosto, Gaga confesó a Entertainment Weekly que sus experiencias en la serie influirían en el nuevo material orientándola al «arte de la oscuridad».
El 23 de septiembre, después de haber lanzado «Til It Happens to You» y encontrándose en descanso de las grabaciones de American Horror Story: Hotel, Gaga publicó a través de su cuenta de Instagram una serie de vídeos y fotografías de las sesiones de grabación junto a RedOne, donde mostró parte del proceso de mezcla e ingeniería. Al día siguiente, Billboard entrevistó al mánager de la cantante sobre el proceso de creación del siguiente disco, a lo que Bobby Campbell explicó que una vez que hubiesen culminado las grabaciones de la serie, todo el esfuerzo sería puesto sobre el nuevo material. Tras haber viajado a la ciudad de Londres con motivo de los British Fashion Awards, Gaga se reunió con el productor Mark Ronson para unas sesiones de grabación que tuvieron lugar el 25 de noviembre, las cuales duraron doce horas y se grabaron acordes de piano y guitarra. El 5 de enero de 2016, tras una sesión fotográfica con V Magazine, explicó que había aprovechado sus clases de actuación para mejorar su improvisación, hecho que la estaba ayudando con su nueva música. También señaló que, al no estar de gira ofreciendo conciertos cada noche, podía componer más tranquilamente y explorar más a fondo sus miedos:

«He escrito un montón en el último año [...] Hay mucha libertad y temeridad, pero también sofisticación, hay mucha liberación, pero una liberación hermosa. Cuando no estaba trabajando en mi actuación, era realmente miserable porque no tenía un lugar seguro para escapar de cualquiera de mis vicios. Ahora tengo un lugar seguro para ellos, así que cuando estoy haciendo música tengo mucha más claridad. Tengo un poco menos de ese instinto de ser imprudente con mi música ahora porque soy imprudente en otros lugares. Así que ahora estoy pensando más en qué es lo que quiero decir y lo que quiero dejar en la Tierra [...] De seguro habrá algo de mi dolor en el álbum, pero será más que eso. Mi último álbum fue acribillado con una oleada de dolor. El disco entero. Ahora, la actuación me da una salida para poner las cosas en alguna parte, así que cuando llego al piano estoy en un lugar más profundo. Tengo algo completamente diferente para explorar».

Durante una rueda de prensa tras culminar los Globos de Oro el 10 de enero, Gaga fue entrevista por su victoria como mejor actriz de miniserie o telefilme y se le preguntó sobre el nuevo material, donde reveló que definitivamente sería publicado en 2016, pero que aún desconocía la fecha exacta; asimismo, añadió que ella y su equipo no habían decidido cuál sería el look principal que llevaría durante la promoción del mismo. En los meses siguientes, Gaga continuó reuniéndose con Mark Ronson, con quien tuvo sesiones de grabación acompañada también de los productores Kevin Parker y BloodPop. A mediados de mayo, RedOne concedió una entrevista a una radio de la ciudad de Providence, donde reveló que había trabajado en ocho canciones para el álbum. El 19 de agosto, Mark Ronson fue entrevistado por Buro 24/7, donde relató su experiencia trabajando en el material diciendo que inicialmente, no tenía altas expectativas ni se imaginaba si trabajaría junto a Gaga por semanas o meses. Explicó: «Sabía que era talentosa, la había visto cantar antes y realmente se toma en serio la música. Es una música de corazón y es muy feliz cuando está sentada en el piano cantando los coros o cualquier otra cosa. Empezamos a trabajar y definitivamente superó mis expectativas de cómo iba a ser el resultado». Culminó la entrevista diciendo que la música era «bastante profunda» y que podría impactar a aquellos que nunca sintieron algo con los álbumes anteriores de la cantante.
El 9 de septiembre, Gaga concedió una entrevista a BBC Radio 1 donde confirmó que había realizado colaboraciones con músicos como Florence and the Machine, Beck y J. Tillman. Asimismo, reveló que se encontraba trabajando junto a Mark en los últimos detalles del disco; ingeniería, mezcla y masterización. Tres días después, tuvo una charla con la radio Z100 donde detalló que la demora del álbum se debió, en parte, a que no quería grabar absolutamente nada a través de correo electrónico, sino que quería reunirse con cada uno de los colaboradores. Añadió: «Siento que no puedes escribir una canción con una letra que capture la relación entre dos personas a menos que tengas una conexión humana real». Posteriormente, el 15 de septiembre, afirmó a Beast 1 que estaría terminado para las próximas 48 horas, y confirmó que había trabajado con Hillary Lindsey. En una entrevista con Entertainment Weekly ese mes, Lindsey aseguró que se reunió con Gaga en junio de ese año para trabajar en el disco, y luego de una larga conversación, ambas se inspiraron en componer varios temas. La compositora sostuvo que ella y Gaga hablaron primordialmente de sus relaciones amorosas, lo cual inspiró canciones como «Million Reasons» y «A-Yo». Añadió que el proceso de creación de Joanne fue, en general, muy «informal», asegurando que habían escrito canciones con una máquina de escribir en la cocina de la casa de Gaga. Por su parte, en la misma entrevista Mark Ronson dijo que como productor ejecutivo, estuvo muy ocupado buscando al personal para el álbum. Afirmó que con Joanne, buscó músicos que fueran buenos en su área y que al mismo tiempo añadieran algo innovador al sonido. Uno de ellos fue BloodPop, quien dio detalles acústicos a la producción y toques modernos. Asimismo, Ronson contactó a Josh Homme porque quería al mejor guitarrista para el disco.

## Concepto

### Título y enfoque
El 15 de septiembre de 2016, Gaga ofreció una entrevista a la radio Beats 1, donde confirmó que el álbum saldría el 21 de octubre de ese mismo año y se titularía Joanne, como tributo a su tía, quien falleció de lupus en diciembre de 1974. Aunque, también hace alusión a su nombre real (Stefani Joanne), el cual sus padres le colocaron en honor a dicho familiar. Comentó que pese a que no llegó a conocerla, sus poemas y pinturas siempre la inspiraron, y particularmente, la ayudaron a combatir su adicción con las drogas en 2011. Sobre el título y el concepto, explicó:

«Cuando Mark y yo lo escribimos, la decisión para el nombre del álbum fue en tributo a la hermana de mi padre, que falleció cuando tenía 19. Estaba gravemente enferma de lupus y su muerte afectó mucho a la familia y dejó una herida que jamás sanó. Es completamente acerca de ella, fue la tenacidad del dolor de perderla lo que nos volvió fuertes y nos hizo quiénes somos. Es la mujer del pasado que me está ayudando a llevar a mi mujer interna hacia el futuro».

En cuanto al concepto del disco en cuestión, Gaga expresó que era «completamente autobiográfico», y que explora mucho más su vida personal que sus anteriores trabajos; «Cada canción del álbum está implícitamente relacionada con cosas de mi vida». Aunado a ello, dijo que estaba enfocado en su percepción de la vida como persona más que como artista y que está lleno de momentos muy «vulnerables». Expresó que durante las grabaciones, se idealizó a una mujer sin maquillaje, con cabello recogido, un bebé en brazos y ropa casual, parada en el escenario de un anfiteatro repleto de gente. Posteriormente, se imaginó a la misma mujer como madre, ahora soltera y llorando mientras sus hijos jugaban. Tras culminar el proceso de composición, concluyó que esa mujer era su percepción de sí misma fuera de la farándula.

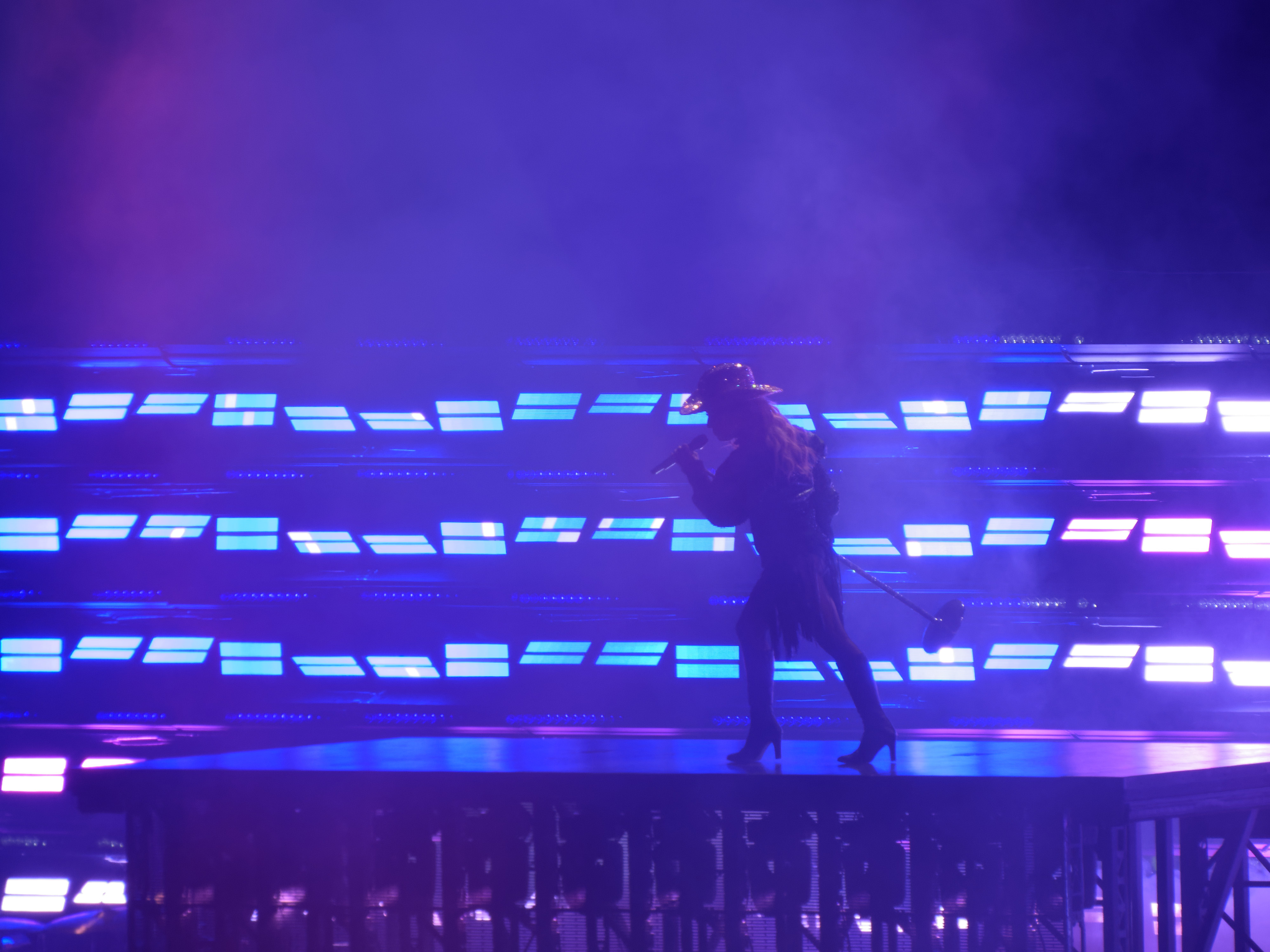
El sombrero rosa de la portada fue uno de los aspectos más característicos en la promoción del disco.

### Portada
La portada de Joanne fue revelada por Gaga el 15 de septiembre de 2016, y esta atrajo la atención de los medios, que notaron que era simple en comparación con la de sus anteriores álbumes. En ella, se ve a la artista vistiendo un sombrero rosado mientras está parada de perfil en un fondo azul. El sombrero rosa fue uno de los aspectos más característicos de la promoción del disco y fue usado por Gaga durante el Dive Bar Tour, el Joanne World Tour, sus participaciones en Saturday Night Live y The Late Late Show with James Corden, así como en la mayoría de las presentaciones de «Million Reasons». El mismo fue confeccionado por Gladys Tamez y para el momento del lanzamiento del disco, tenía un costo unitario de 680 dólares estadounidenses. De acuerdo con la diseñadora, el sombrero representa más a Gaga en su vida personal que en el espectáculo, y además fue importante dentro de la creación del disco, pues la artista lo usó en gran parte del proceso de composición y grabación.
En una entrevista con la revista People, Tamez comentó que Gaga se puso en contacto con ella para que le diseñara un sombrero, de preferencia rosa por ser su color favorito. Después de llevar varios modelos, Gaga seleccionó uno y finalmente, al haberle gustado tanto, adquirió casi todos los demás diseños, los cuales fue variando durante la promoción del disco. Inicialmente, ni Gaga ni Tamez habían planeado que el sombrero aparecería en la portada del disco, sino que la creación de este se dio simplemente por pedido de Gaga, quien quería probar nuevos estilos. Tras darse cuenta de la importancia del sombrero dentro del proceso de creación del álbum, Gaga avisó a Tamez que uno de los sombreros rosa que había diseñado para ella sería utilizado para la portada oficial, apenas horas antes de que esta fuese revelada. Según la revista Billboard, el sombrero fue el accesorio más reconocido del 2016 en la música pop.

## Contenido musical

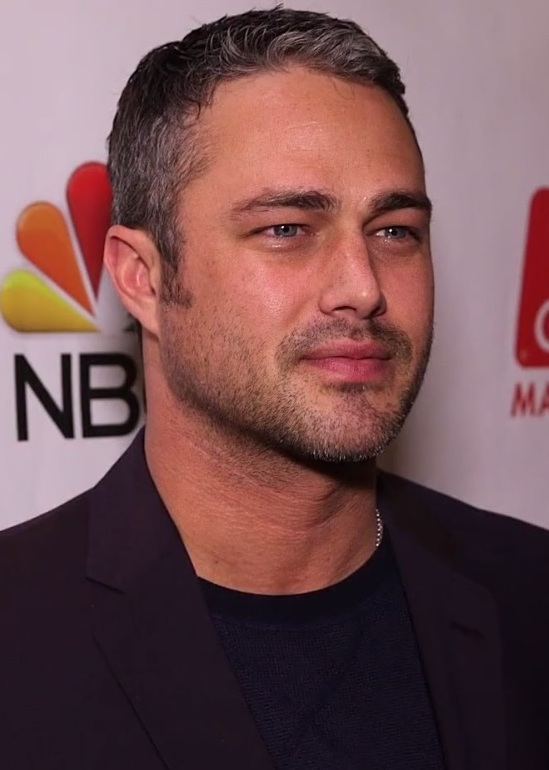
Según varios medios, la relación amorosa de Gaga con el actor Taylor Kinney fue una de las inspiraciones principales del álbum.

Musicalmente, Joanne está enfocado principalmente a los géneros pop, soft rock y country, siendo el primer álbum como solista de Gaga que no contiene elementos de la música EDM. Su instrumentación se caracteriza por el amplio uso de la guitarra acústica y la percusión. Gaga compuso y produjo todas las canciones del álbum, siendo apoyada en la mayoría de los casos por Mark Ronson y BloodPop, además de tener contribuciones en varios aspectos de los músicos Josh Homme, Hillary Lindsey, Kevin Parker, Beck, Florence Welch, J. Tillman, Thomas Brenneck, Emile Haynie y RedOne. Los principales tópicos que abarcan las letras son el desamor, la discriminación, la devoción, la esperanza y la pérdida de seres queridos, aunque también trata temas como la masturbación, la rebeldía y la aventura. En total, la edición estándar del álbum contiene once canciones que totalizan 39 minutos con 5 segundos, mientras que la edición de lujo contiene tres pistas adicionales que añaden 8 minutos.
Joanne abre con «Diamond Heart», canción escrita por Gaga, Ronson y Homme, y producida por ellos tres en compañía de BloodPop y Jeff Bhasker. Según la artista, su letra habla sobre «perseguir el sueño americano» y hacer todo lo que sea necesario para tener éxito, tomando como principal influencia sus experiencias como bailarina gogó. Aunque, algunos analistas han sugerido que su letra también hace alusión a la violación sexual que Gaga sufrió antes de ser famosa. El título de «Diamond Heart» es en sí mismo, una referencia al anillo de compromiso que le dio el actor Taylor Kinney un año antes de la ruptura de ambos en 2016. El disco continúa con «A-Yo», canción escrita por Gaga, Ronson, BloodPop y Lindsey, y producida por los tres primeros. De acuerdo con la misma intérprete, su letra habla sobre «callar a los haters» y «dejarlos hechos polvo». Algunos críticos mencionaron que también describe una relación sexual en un automóvil. Ha sido descrita como una mezcla entre «Manicure» y «Americano», y presenta grandes influencias del country. El álbum prosigue con la canción que le da título, «Joanne», la cual fue compuesta por Gaga y Ronson, y producida por ambos junto a BloodPop. Su letra es una dedicatoria directa a su tía, que falleció en 1974 a causa del lupus, y es narrada desde la perspectiva de su familia, que tuvo que lidiar con su partida. En toda la pista, Gaga canta únicamente acompañada de una guitarra acústica. Seguidamente, comienza «John Wayne», escrita por Gaga, Ronson, BloodPop y Homme, y producida por los tres primeros. Su título y esencia aluden al actor John Wayne y su reputación como símbolo de masculinidad. En la canción, Gaga introduce algo de spoken word y habla sobre su atracción por los cowboys. Analistas también han comentado que la letra narra los últimos días de la relación entre Gaga y Kinney.

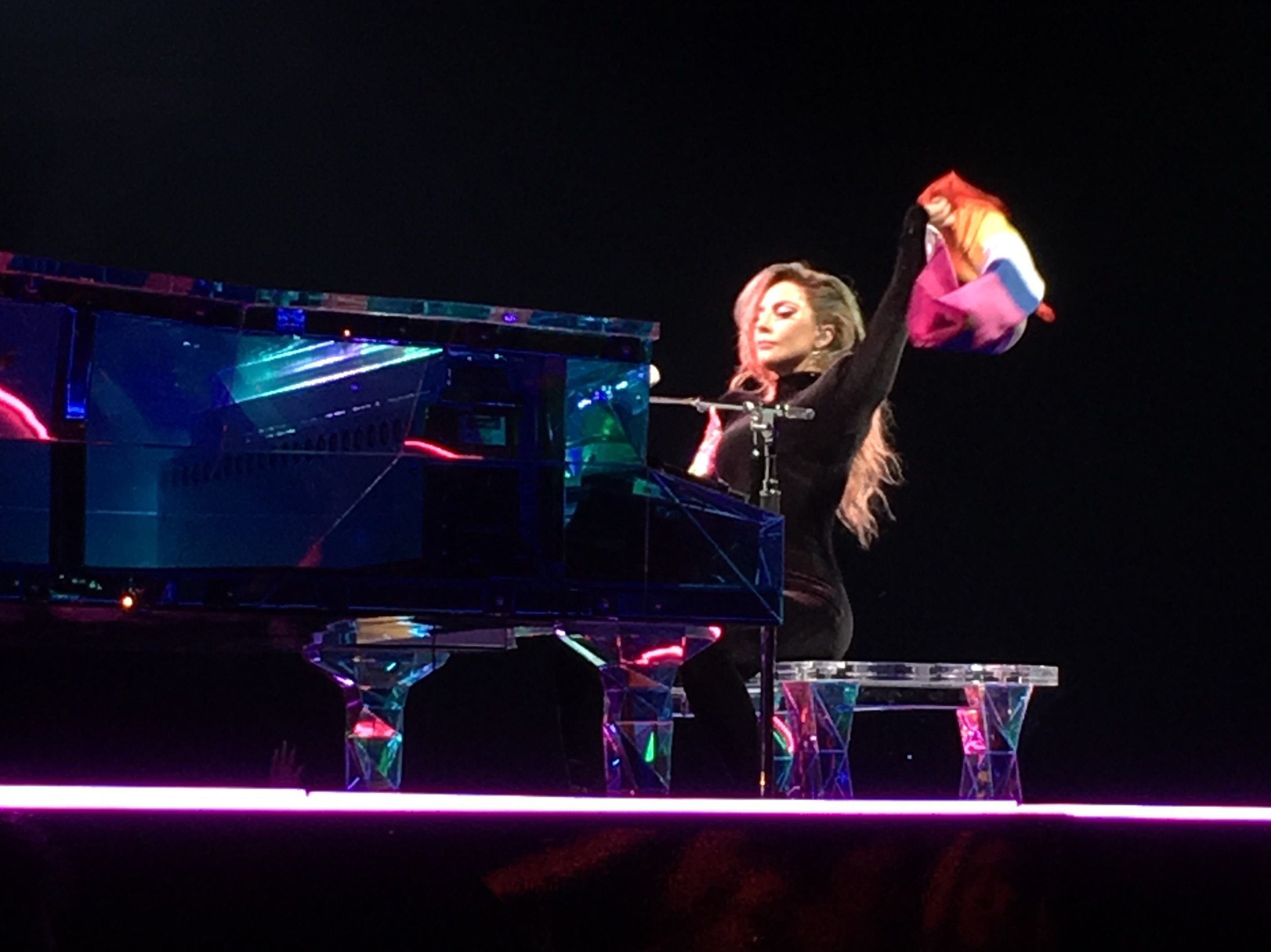
Gaga interpretando «Come to Mama» en el Joanne World Tour mientras sostiene la bandera LGBT.

Joanne continúa con «Dancin' in Circles», canción escrita por Gaga, Ronson, BloodPop y Beck, y producida por los tres primeros. Al igual que en «John Wayne», Gaga incluye spoken word a lo largo de la canción, mientras narra el proceso de la masturbación femenina, con ritmos influenciados del reggae y el ska. El álbum sigue con «Perfect Illusion», escrita y producida por Gaga, Ronson, BloodPop y Parker. De acuerdo con la artista, hace referencia a los altibajos de una relación problemática y también a las falsas identidades que crean las personas en las distintas redes sociales. Tiene influencias del disco rock y su instrumento predominante es la guitarra eléctrica que va acompañada de sintetizadores. La pista se construye en un mismo gancho donde Gaga canta en repetidas ocasiones «It wasn't love, It was a perfect illusion» (traducible al español como «no era amor, era una ilusión perfecta»). Después de ello, Joanne toma un enfoque más acústico, que inicia con «Million Reasons», una balada escrita por Gaga, Ronson y Lindsey, y producida por los dos primeros junto a BloodPop. Descrita como un tema country pop parecida a los trabajos de Carrie Underwood, la artista mencionó que tiene elementos del funk y el rock and roll. Su letra habla simultáneamente sobre la ruptura y la esperanza en una relación amorosa. El tono acústico prosigue con «Sinner's Prayer», canción compuesta por Gaga, Ronson, Tillman y Brenneck, y producida por los dos primeros en compañía de BloodPop. La intérprete explicó que su letra habla sobre aceptar los errores cometidos en la vida, especialmente en las relaciones amorosas, donde es fácil herir a otros.
La novena pista, «Come to Mama», fue escrita por Gaga, Haynie y Tillman, y producida por las dos primeras junto a Ronson y BloodPop. Inspirada por las tonadas de los años 70, la canción incentiva a vivir sin juzgar a otros y sobre amar al prójimo. Asimismo, el título alude al apodo de la artista, «Mother Monster» (traducible como «Madre monstruo»), y el afecto hacia sus seguidores, que han buscado consuelo en su música. Tras esto, comienza la única colaboración del álbum, «Hey Girl», que fue escrita por ambas intérpretes y Ronson, y producida por este último junto a Gaga y BloodPop. En la canción, ambas artistas hablan sobre la solidaridad femenina y sobre el apoyo mutuo, especialmente en los adultos hogareños. Según analistas, «Hey Girl» es especialmente personal porque Gaga ha sido puesta a competir con otras artistas femeninas desde los comienzos de su carrera. La edición estándar de Joanne concluye con «Angel Down», una canción que relata el asesinato de Trayvon Martin y que va dedicada al movimiento Black Lives Matter. También es una crítica a los gobiernos que no se preocupan por la seguridad de sus ciudadanos y a aquellas personas que atacan a través de las redes sociales. Fue escrita por Gaga y RedOne, y producida por la primera, Ronson y BloodPop.
La edición de lujo del álbum incluye «Grigio Girls», tema compuesto por Gaga, Ronson, BloodPop y Lindsey, y producido por los tres primeros. Su letra habla sobre pasar un buen rato con tus amigos a pesar de las adversidades de la vida. Está dedicada a Sonja Dunham, amiga cercana de Gaga que padecía cáncer de mama que en algún momento pasó a etapa terminal. El siguiente tema, «Just Another Day», fue escrito únicamente por la intérprete, y producido por ella junto a Ronson. Su letra habla de vivir todos los días como si fueran los últimos, e incentiva al oyente a reflexionar sobre su vida. La edición de lujo del álbum concluye con una maqueta de «Angel Down» producida por RedOne.

## Recepción

### Comentarios de la crítica
En general, Joanne recibió comentarios favorables por parte de la crítica. En el sitio Metacritic, acumuló un total de 67 puntos de 100 sobre la base de 24 reseñas recopiladas, mientras que los usuarios del mismo sitio lo calificaron con 7.9 puntos de 10. Por su parte, en AnyDecentMusic? promedió 6.6 puntos de 10 posibles con base a 28 reseñas profesionales.
El escritor Stephen Thomas Erlewine del sitio Allmusic otorgó una calificación de tres estrellas y media sobre cinco, y describió el álbum como el «opuesto de Artpop», donde «todos los excesos son eliminados» y hace que las canciones «fluyan con facilidad», lo que vuelve al disco «atractivo». El crítico Neil McCormick de The Telegraph coincidió con la reseña, al decir que los acordes son «cálidos y deliciosos», con lo que las melodías «fluyen rellenas de interesantes detalles sonoros». Resumió su análisis explicando que a pesar de que tiene «grandes canciones y gran producción», es «demasiado anticuado para los amantes de su pop enfermizo», por lo que lo calificó con cuatro estrellas de cinco. Asimismo, Lewis Corner de Digital Spy dio la misma ponderación y habló favorablemente de la voz de la artista, además de la minuciosa producción y la simplicidad en general del trabajo, lo cual destacó como su punto más fuerte. Particularmente, Corner recomendó canciones como «Angel Down», «Sinner's Prayer», «Million Reasons» y «Dancin' in Circles».  Caroline Sullivan de The Guardian comentó que en su mayoría, Joanne está bien logrado y consideró que fue «un movimiento valiente» que Gaga se alejara de la música dance porque mostró su «gran voz», pero mencionó que no es para nada «extraordinario», por lo que le otorgó tres estrellas de cinco. Andy Gill de The Independent también entregó dicha calificación, y además recomendó a los lectores descargar «A-Yo», «John Wayne», «Come to Mama» y «Sinner's Prayer».
El crítico Jon Caramanica de The New York Times escribió es «confuso» al estar lleno de canciones con «conceptos fantasiosos sobre volver a casa que pretenden dar transparencia», además de comentar que «carece de grandes momentos». Troy Smith de The Plain Dealer expresó que a lo largo del álbum, Gaga muestra más que nunca «su talento vocal y como compositora», pero que el oyente se queda esperando por clímax que jamás llega. Pese a ello, le dio una calificación de B+ (lo que en el método de evaluación estadounidense representa bien) y concluyó que aunque tiene algunas fallas, tiene una «progresión más natural» que lo hace más entrañable que cualquier trabajo de la artista. Maeve McDermott de USA Today expresó:

«El álbum apuesta por que los oyentes se preocupan por Gaga tanto como artista como por espectáculo. Y sale victorioso, es el trabajo más variado, emocional y honesto de su carrera. Gaga demuestra que aún puede crear grandes canciones pop que se ajusten a la esencia de Joanne [...] Sus momentos más callados están entre los más honestos de su trayectoria; su voz suena simple y llena de humanidad sin el acento teatral que ha adoptado a través de los años. No hay canción que demuestre su nuevo potencial como la que da título al álbum, en la cual adopta un timbre clásico para cantar una angustiosa carta de amor a su tía, sonando totalmente diferente a la artista detrás de "Poker Face" y "Bad Romance". Y cuando la vieja Gaga regresa a Joanne en su momento más pop con "Perfect Illusion", no es tan emocionante, ya que conocemos el verdadero potencial de su voz».

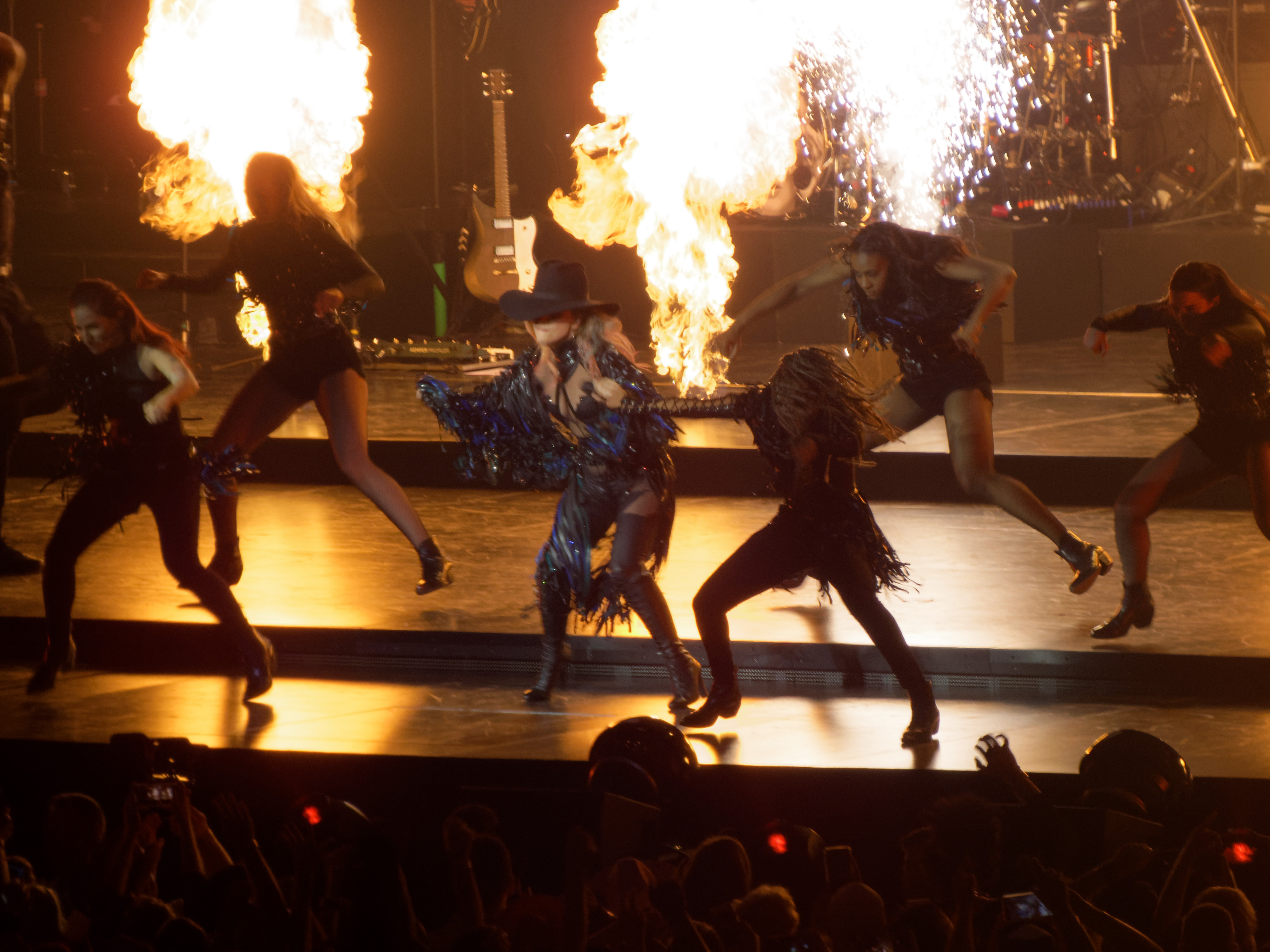
Gaga interpretando «John Wayne» en el Joanne World Tour.

Por otra parte, Greg Kot de Chicago Tribune le dio dos estrellas de cuatro y consideró que es «una continuación de Cheek to Cheek» y que, a pesar de que Gaga puede ser buena en cualquier género, «parece que está tratando demasiado fuerte». Evan Sawdey de PopMatters lo describió como «diferente e interesante», pero está lejos de ser «revolucionario», e incluso si es «modesto», resulta un tanto «fascinante» ver la documentación de una artista que se rehúsa a quedarse en un solo lugar. Con todo, expresó que Gaga aún no ha mostrado su mayor potencial, pero que Joanne es necesario para aprender de los errores, y le otorgó seis estrellas de diez. Rob Sheffield de Rolling Stone lo calificó con tres estrellas y media de cinco y destacó que Joanne es el mejor trabajo de la artista desde Born This Way (2011). Escribió que es «moderado» y «modesto», algo que, consideró, no se ajusta al perfil habitual de Gaga, pero que es un claro recordatorio de «por qué el mundo la necesita». Sal Cinquemani de Slant Magazine habló favorablemente de canciones como «Joanne», «Diamond Heart», «Sinner's Prayer» y «Dancin' in Circles», donde la voz de la artista se destaca y se puede apreciar la minuciosa producción del disco, pero desaprobó temas como «Million Reasons», «Come to Mama» y «Hey Girl» por ser repetitivas, carecer de calidad y no aportar nada al disco. Cerró diciendo que musicalmente es más «consistente» que Artpop, pero que aun así no parece un avance lógico, y le dio tres estrellas de cinco.
Amanda Petrusich de Pitchfork lo calificó con 6.9 puntos de 10 y criticó el cambio de Gaga, que pasó de ser una «pionera» a ser «una más del montón», a pesar de haber comentado que el disco no estaba mal trabajando en los aspectos líricos o de producción. Chris Richards de The Washington Post coincidió con los comentarios y añadió que, a diferencia de sus álbumes anteriores, Joanne aún se siente «medio vacío» al no contener grandes temas que enganchen al público oyente, y, aunque esto no lo hace menos agradable, sí lo hace «aburrido». Marc Snetiker de Entertainment Weekly dijo que es su trabajo más «maduro» y que es «sorprendente», «acogedor» e «infeccioso». Continuó su reseña afirmando que el disco sirve como recordatorio de la «singular» voz de Gaga, pero que aun así se siente «medio hecho» y tiene canciones fuera de lugar como «Hey Girl», «Perfect Illusion» y «Angel Down», las cuales no se acoplan a los himnos «John Wayne» y «Dancin' in Circles» o a los temas inspiradas en el timbre de Nashville como «Joanne» o «A-Yo», los cuales destacó como los mejores del disco. Con todo, Snetiker le colocó una nota de B (lo que en el método de evaluación estadounidense representa bien). Daniel Welsh de The Huffington Post expresó que, aunque Joanne no es malo en ningún aspecto, es un esfuerzo frustrado en mantener a los seguidores de la artista y el público en general, quienes, «tristemente», se sentirán más atraídos por las canciones más parecidas a sus antiguos trabajos como «John Wayne» y «Dancin' in Circles». Jon O'Brien de Metro aclamó al álbum por canciones como «Diamond Heart» y «Hey Girl», y le otorgó una puntuación de 8 sobre 10, cerrando su crítico diciendo:

«Contrario al sencillo líder, Joanne es el disco más cohesivo, centrado y maduro de Gaga hasta la fecha. Y mientras que el pop inspirado en los 70s podría no ser lo que todo el mundo espera de una superestrella de tal magnitud, es un sonido que, quizá sorprendentemente, se siente que encaja naturalmente».

Matt Russoniello de Celebuzz lo consideró el mejor álbum de la cantante y destacó como mejores temas a «Diamond Heart», «Joanne», «Dancin' in Circles», «Come to Mama», «Hey Girl» y «Angel Down». En su reseña, sostuvo que representaba un gran riesgo, ya que no sonaba a nada que los músicos contemporáneos estuviesen haciendo y lleva la voz de la artista al límite al llegar a lugares que nunca se exploraron con sus trabajos anteriores. Además de ello, Russoniello alabó la diversidad musical y le puso una nota de A- (lo que en el método de evaluación estadounidense representa sobresaliente). Por su parte, Patrick Bowman de Idolator.com expresó que Joanne intenta desesperadamente mostrar el registro vocal de Gaga en temas como «Perfect Illusion» y «Diamond Heart», además de contar con temas «olvidables» e «innecesarios» como «A-Yo», «Million Reasons», «Angel Down» y «Dancin' in Circles». Bowman destacó como únicos puntos fuertes a «Joanne» y «Hey Girl» por ser «personales» y «dramáticas». Por ello, calificó al disco con 2.5 puntos de 5. Emily Mackary de NME le otorgó cuatro estrellas de cinco y afirmó que el listado de canciones se mantiene conciso, a diferencia de ARTPOP, y añadió que en general, Joanne brinda una visión «más humana» de Gaga.

### Recibimiento comercial
En términos generales, Joanne tuvo una buena recepción comercial. En los Estados Unidos, el disco superó las expectativas; inicialmente, los expertos estimaron que debutaría en la primera posición del Billboard 200 con poco más de 140 000 unidades en su primera semana, pero dos días más tarde, las proyecciones aumentaron a 180 000. El 30 de octubre de 2016, Billboard confirmó que Joanne había debutado en el primer lugar del conteo con 201 000 unidades, divididas en 170 000 entre copias digitales y ventas físicas (con las que también encabezó el Digital Albums), más un adicional de 31 000 en equivalencia de streaming de las canciones. Con ello, se convirtió en el cuarto mayor debut del año y segundo por una artista femenina, tras Lemonade de Beyoncé. Asimismo, fue el cuarto número uno de la artista, que también pasó a ser la mujer con más álbumes número uno en la década de los 2010s, récord que empataba con Taylor Swift y Beyoncé. Consecuentemente, la artista ascendió al número 1 del Artist 100, conteo que recopila a los músicos más exitosos en los distintos conteos de Billboard. En su segunda semana, Joanne descendió a la quinta posición con 61 000 unidades, siendo el álbum no debutante mejor posicionado de esa semana. Con solo cinco semanas contabilizadas, el disco ubicó el puesto 108 entre los 200 álbumes más exitosos del 2016 en el Billboard 200. Tras el espectáculo de medio tiempo del Super Bowl LI, Joanne se disparó al segundo puesto del Billboard 200 con 74 000 unidades. En la semana del 23 de marzo de 2017, el disco superó la cifra del medio millón de copias vendidas en el país, siendo el sexto álbum consecutivo de Gaga en lograrlo. El 22 de octubre de 2017, a un año de su lanzamiento, Joanne fue oficialmente certificado con disco de platino por la Recording Industry Association of America (RIAA) tras exceder el millón de unidades vendidas. Así, Gaga consiguió que todos sus álbumes como solista fuesen platino. Hasta el 25 de febrero de 2018, había vendido 616 mil copias en los Estados Unidos. En Canadá debutó en la segunda posición de su listado oficial de álbumes con 17 500 copias, siendo el mejor debut de la cantante desde Born This Way (2011), y posteriormente fue certificado con disco de oro por exceder las 40 000 unidades. Al igual que en los Estados Unidos, tras el medio tiempo del Super Bowl, el álbum ascendió al segundo puesto. En otros países de América como Brasil y México, consiguió llegar al primer lugar y fue certificado en ambos.
En el Reino Unido, Joanne debutó en la posición 3 del UK Albums Chart con 26 694 copias vendidas en su primera semana, siendo el primer álbum como solista de Gaga en no alcanzar la cima del conteo. Un mes después de su lanzamiento, la British Phonographic Industry lo certificó con disco de plata por la venta de 60 000 copias. Después del Super Bowl, Joanne volvió a ascender al puesto 11. En España e Italia llegó hasta el segundo lugar, mientras que en Croacia, Irlanda, Suecia y Suiza también llegó hasta el tercero. Otros países de Europa en los que entró a los diez primeros fueron Alemania, Austria, Bélgica, Finlandia, Francia, Noruega y los Países Bajos. En Oceanía, el álbum alcanzó la segunda posición tanto de Australia como Nueva Zelanda.
En Asia, la recepción del disco también fue favorable. En Japón, Joanne debutó en la décima posición con 8026 copias vendidas esa semana, siendo el álbum mejor posicionado de un artista internacional. En Corea del Sur, la edición de lujo encabezó el listado de los álbumes más vendidos, mientras que la edición estándar ubicó la quinta casilla. En Taiwán, alcanzó el primer puesto de su conteo oficial; de todas las unidades de álbumes vendidas esa semana, el 64.37% fueron de Joanne. En Rusia y Hong Kong también llegó al número uno de sus listados semanales.

### Reconocimientos e impacto
Aún sin haberse anunciado una fecha de publicación o anticipo de la misma, el disco fue considerado por las revistas Forbes y Latin Post como uno de los lanzamientos más esperados para el 2015, principalmente con motivo que Gaga tendría «mucho que demostrar» tras el bajo rendimiento de ARTPOP (2013). Luego de que la cantante expresara en su cuenta de Instagram que ya estaba enfocada en el nuevo álbum, varios medios iniciaron un debate sobre el tema. La revista Refinery 29 comentó que a pesar de los cambios positivos de Gaga entre ARTPOP y Cheek to Cheek, mantendría su reputación de ser «impredecible» al no haber garantía de lo que sería capaz de crear. Evan Ross Katz de NewNowNext declaró que dicho material sería el más esperado de la carrera de Gaga, principalmente por todas las posibilidades que se podrían presentar tras los ocurrido en los últimos años. Citando los anuncios de Born This Way (2011) y ARTPOP, Katz igualmente mencionó que lanzar un nuevo sencillo que dominase las radios durante la segunda mitad del año sería ideal para dar más emoción a la espera.
El escritor Jason Lipshutz de la revista Billboard realizó un artículo listando distintos pasos que harían al nuevo material un «éxito sin precedentes». En este, señaló que Gaga debería sacar provecho de lo que aprendió con Cheek to Cheek, refiriéndose a que tendría que destacar más su rango vocal sin opacarlo con ritmos electrónicos. Respecto a los colaboradores, recomendó realizar otra colaboración R&B como «Do What U Want», pero esta vez con artistas contemporáneos menos controversiales como Miguel o Frank Ocean; del mismo modo, conseguir nuevos compositores como Haim, Charli XCX, Tegan & Sara, Grimes o Greg Kurstin. Asimismo, sugirió que se realizase una continuación para «Telephone», colaboración con Beyoncé cuyo videoclip preveía tener una secuela. No obstante, Lipshutz advirtió que la cantante no debería realizar otra colaboración con Tony Bennett, sobrecargar el listado de canciones, seguir las tendencias pop actuales, preocuparse por el éxito comercial del álbum o ahogar a los medios con múltiples estrategias de promoción.
Habiendo culminado el 2015 sin la publicación del disco, Yahoo!, Rolling Stone, Music Times, International Business Times y Digital Spy lo listaron como uno de los veinte lanzamientos más esperados del 2016, argumentando que la cantante sorprendería con la nueva faceta que había estado mostrando y los colaboradores confirmados; igualmente, Billboard también lo citó como uno de los más anticipados, con motivo de que Gaga tendría el reto de reinventarse una vez más para hacer frente a Britney Spears, Rihanna y Katy Perry, que también lanzarían álbumes durante el año. También fue votado por los lectores del sitio Idolator.com como el segundo disco más anticipado, con más de 44 mil votos recibidos.
Tras su lanzamiento, varios críticos consideraron a Joanne como uno de los mejores trabajos del 2016. Por una parte, la revista Rolling Stone lo consideró el séptimo mejor álbum pop del año y escribió que con la delicadeza de los sonidos acústicas, Joanne «deja que la música hable por sí sola». Asimismo, Digital Spy lo posicionó como el noveno mejor disco del 2016, mientras que NME como el vigésimo, con ambos medios favoreciendo el cambio de Gaga y el toque personal de las canciones. Igualmente, Billboard lo ubicó en el puesto 32 en su lista de los mejores álbumes del 2016, con comentarios favorables hacia el toque humorístico, las baladas, las letras y la instrumentación. Gracias al impacto de Joanne, el periódico The New York Times incluyó a Gaga entre los 28 genios creativos que redefinieron la cultura en el 2016, siendo la única cantante en aparecer dentro del listado.
En la sexagésima entrega de los premios Grammy, celebrada el 28 de enero de 2018, Joanne fue nominado como mejor álbum pop vocal, mientras que «Million Reasons» fue nominada como mejor interpretación pop solista, siendo la primera vez que Gaga era nominada en dichas categorías desde 2012. La versión a piano de «Joanne» ganó el premio nuevamente en la categoría de mejor interpretación pop solista en dicha ceremonia de 2018. 

## Promoción

### Sencillos
A comienzos de junio de 2016, RedOne ofreció una entrevista donde comentó que una de las canciones que produjo para el álbum, había sido seleccionada como el primer sencillo, pero que posteriormente recibió una llamada donde se le notificó que había ocurrido un cambio de planes, sin revelar más detalles. El 17 de agosto, Gaga reveló a través de Instagram que el primer sencillo del álbum se llamaría «Perfect Illusion» y sería publicado más tarde en septiembre. Tras varias especulaciones por parte de los medios a comienzos del mes, la artista finalmente confirmó que el lanzamiento tendría lugar el día 9. Su recepción comercial fue favorable, pues debutó en el primer puesto de los listados de España, Finlandia, Francia, Grecia y Portugal, además de entrar a los veinte primeros en Australia, Canadá, los Estados Unidos, Italia y el Reino Unido. Su videoclip oficial, el cual está dirigido por Ruth Hogben y Andrea Gelardin, se publicó el 20 de septiembre durante el estreno de la segunda temporada de Scream Queens en Fox.
El 6 de octubre de 2016, «Million Reasons» fue lanzada como primer sencillo promocional del álbum tras haber sido interpretada en el Dive Bar Tour, y solo dos semanas más tarde, «A-Yo» también fue publicado como sencillo promocional. Tras la aparición de Gaga en el programa The Late Late Show with James Corden, Interscope decidió convertir «Million Reasons» es el segundo sencillo oficial de Joanne por la buena recepción por parte del público. En los Estados Unidos, la canción alcanzó el cuarto puesto del Billboard Hot 100 luego de que Gaga encabezara el espectáculo de medio tiempo del Super Bowl LI y posteriormente recibió el disco de platino por exceder el millón de unidades vendidas. En otros países como Canadá e Italia, también consiguió ingresar a los veinte primeros y obtuvo certificaciones por sus ventas. Su videoclip también estuvo dirigido por Ruth Hogben y Andrea Gelardin, quienes lo planificaron como una secuela de «Perfect Illusion». Se publicó oficialmente el 14 de diciembre de 2016. En cuanto a «A-Yo», entró a los listados de Canadá, los Estados Unidos y otros países, pero sin conseguir ningún impacto. La canción «Joanne» fue enviada en las radios francesas e italianas en octubre de 2016, para ser posteriormente lanzada a nivel mundial en una versión que cambia la guitarra por el piano como instrumento principal. Dicha versión ganó el premio a la mejor interpretación pop solista en los premios Grammy de 2019.

### Giras
El 2 de octubre de 2016, Gaga anunció que estaría realizando una pequeña gira promocional por los Estados Unidos a fin de promover el álbum, llamada Dive Bar Tour. El recorrido visitaría algunos antros en varias ciudades del país, y de acuerdo con la artista, su objetivo era volver a interactuar de cerca con sus seguidores como en sus inicios musicales. Asimismo, reveló que todos los conciertos serían transmitidos en vivo a través de la página de Facebook de Bud Light. Así, tres días más tarde, ofreció el primer espectáculo en The 5 Spot, ubicado en Nashville, donde interpretó «Sinner's Prayer», «A-Yo», «Million Reasons» y «Perfect Illusion». Posteriormente, ofreció un concierto en Nueva York y la gira concluyó el 27 de ese mes en Los Ángeles.
En una entrevista con Howard Stern el 24 de octubre, Gaga confirmó que se embarcaría en una gira mundial tras su actuación en el espectáculo de medio tiempo del Super Bowl LI, la cual tendría lugar el 5 de febrero de 2017. Pocas horas después de haber ocurrido el evento, Gaga anunció oficialmente la gira, la cual llevaría por nombre Joanne World Tour, y junto a ello, reveló las primeras fechas de Norteamérica y Europa. Hubo gran demanda por las entradas; de acuerdo con Live Nation, Gaga agotó absolutamente todas las fechas de Norteamérica y Europa en cuestión de horas, con lo que más conciertos debieron ser añadidos al final en ciudades como Nueva York, Filadelfia, Toronto, Londres y París. El recorrido inició oficialmente el 1 de agosto de 2017 en Vancouver (Canadá), siendo la primera vez que una gira de la artista iniciaba en Canadá desde The Monster Ball Tour. A diferencia de las giras anteriores de la artista, donde casi todas las canciones correspondientes del disco eran interpretadas, en el Joanne World Tour fueron excluidas dos canciones de la edición estándar y dos de la edición de lujo. Aunque, Gaga continuó interpretando algunos de sus mayores éxitos como «Just Dance» y «Bad Romance», así como temas comunes de sus discos pasados como «Scheiße».
El Joanne World Tour terminó forzosamente el 1 de febrero de 2018, luego de que Gaga se viera obligada a cancelarla por sufrir de un dolor severo a causa de su fibromialgia, mismo motivo que la había llevado a posponer la etapa europea de la gira con anterioridad y a cancelar su participación en Rock in Rio. El espectáculo en general fue aclamado por la crítica, con los expertos dando alabanzas a la producción y al rendimiento integral de la artista, especialmente su registro vocal.

### Espectáculo de medio tiempo del Super Bowl LI

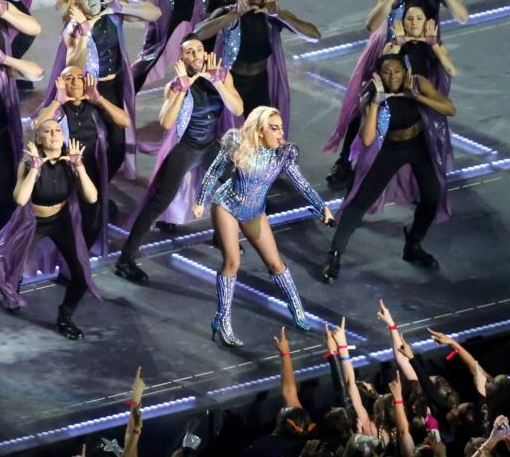
Gaga interpretando «Born This Way» en el medio tiempo del Super Bowl.

Tras varias semanas de especulaciones, el 29 de septiembre de 2016, la National Football League (NFL) confirmó que Gaga sería la artista a encabezar el espectáculo de medio tiempo del Super Bowl LI, el cual tendría lugar el 5 de febrero de 2017 en el Estadio NRG de Houston, Texas. En una entrevista días después del anuncio, la cantante aseguró que fue contratada para la actuación luego de que los organizadores escucharan Joanne, y comentó que quería que el espectáculo incluyera canciones del disco, así como algunos de sus éxitos pasados. La actuación tuvo una duración aproximada de 13 minutos, en los que Gaga interpretó «Million Reasons» y otros de sus temas más populares como «Poker Face», «Bad Romance» y «Telephone». Esta tuvo un coste de cerca de 10 millones de dólares estadounidenses y contó con atuendos confeccionados por Versace y una flota de 300 drones proveída por Intel, siendo la primera vez en la historia que estos eran utilizados para un evento televisado. Además, estuvo dirigido por el británico Hamish Hamilton y al no haber contado con ningún invitado especial, Gaga fue la segunda mujer en la historia en encabezar el medio tiempo del Super Bowl sola.
En general, la actuación tuvo buenos comentarios de parte de la crítica, que alabaron el registro vocal de Gaga y su energía en el escenario, con algunos destacándolo como uno de los mejores espectáculos jamás vistos en el Super Bowl, llegándolo a comparar con los ofrecidos por Michael Jackson en 1993, Prince en 2007 y Beyoncé en 2013. En sumatoria de todas las plataformas, el espectáculo fue visto por más de 150 millones de personas solo en los Estados Unidos, con lo que se convirtió en el más visto de la historia. Asimismo, generó gran cantidad de memes e interacciones a lo largo de las redes sociales. Por otra parte, recibió seis nominaciones a los premios Emmy de 2017, siendo el medio tiempo que mayor número de candidaturas ha recibido hasta la fecha.

### Otros medios
El 10 de septiembre de 2016, Gaga presentó «Perfect Illusion» en vivo por primera vez en el club The Moth en Londres, Reino Unido. El 22 de octubre, fue la invitada musical en Saturday Night Live, donde interpretó «A-Yo» y «Million Reasons». En la primera presentación, utilizó dos piezas plateadas y escarchadas, mientras que en la segunda usó una blusa blanca con una larga capa; ambos atuendos estuvieron acompañados también del característico sombrero rosa de la portada del álbum. El espectáculo tuvo comentarios positivos de parte de la prensa; Joanna Robinson de Vanity Fair describió la primera presentación como «energética» y la segunda como «emocional» y «poderosa», añadiendo que solo faltó que Gaga apareciera en algunos segmentos de comedia del programa para resaltar más su talento. Otras revistas como Billboard, NME y Spin también coincidieron con dichos comentarios, y expresaron que la artista se encontraba «en su mejor momento» y se veía «más natural» sin mostrar las elaboradas escenografías que caracterizaron la promoción de  sus trabajos anteriores. Solo dos días más tarde, concedió una entrevista a Howard Stern para SiriusXM y también interpretó «Million Reasons». El 26 del mismo mes, realizó una presentación de «A-Yo» en el programa The Late Late Show with James Corden, además de haber participado en el segmento Carpool Karaoke, donde cantó «Perfect Illusion», «Million Reasons» y otros sencillos de sus álbumes anteriores como «Bad Romance», «Born This Way» y «The Edge of Glory».

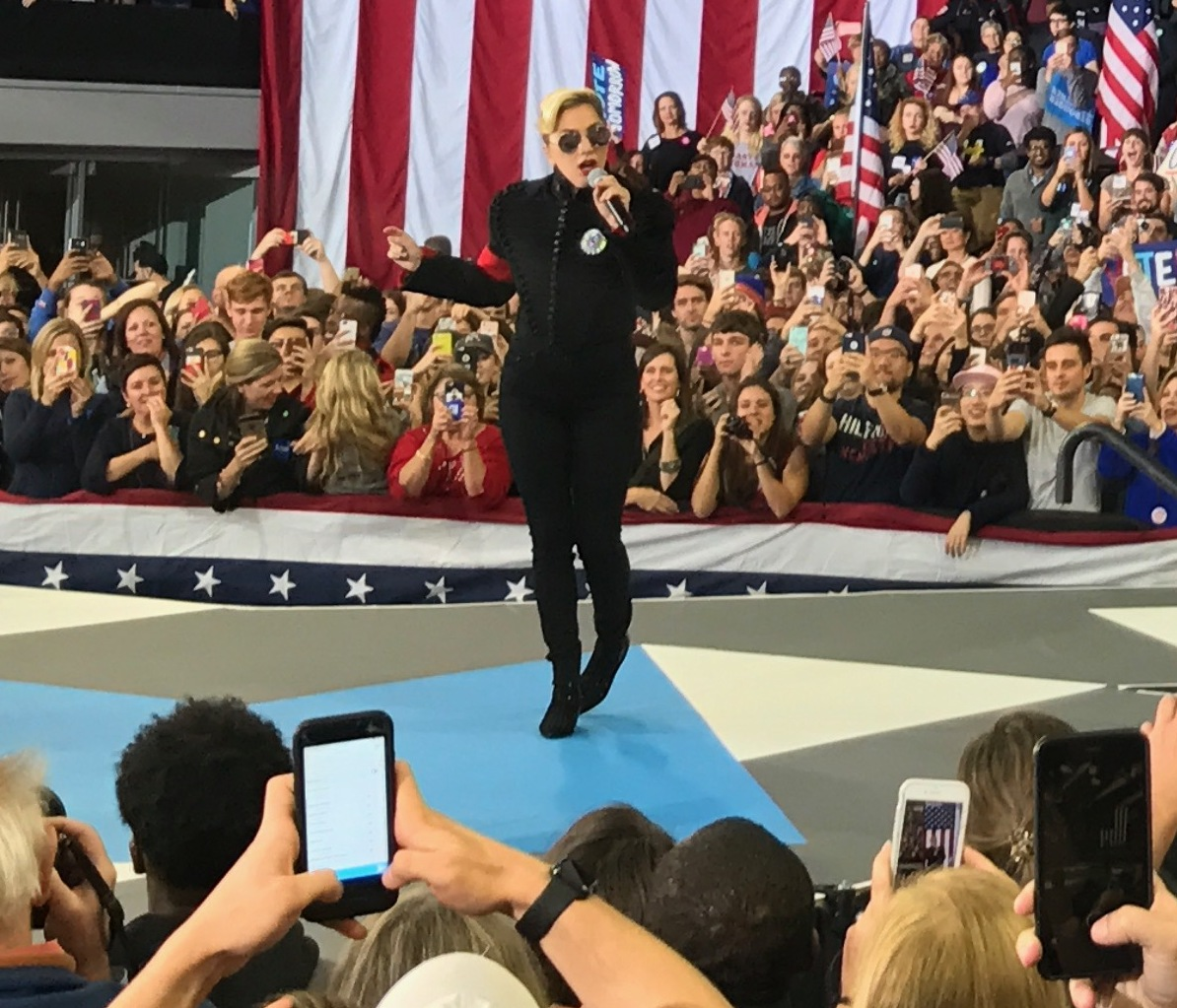
Gaga interpretando «Come to Mama» en la campaña de Hillary Clinton en Raleigh el 7 de noviembre de 2016.

El 2 de noviembre, viajó a Japón para promover el disco, comenzando con una presentación en el programa Sukkiri!!, donde cantó una versión acústica de «Perfect Illusion». Al día siguiente, dio una conferencia de prensa en Tokio patrocinada por la división japonesa de Universal Music, en la que habló sobre el álbum en general y su pasadas experiencias en el país. El 4, presentó una versión acústica de «Joanne» en el programa News Zero Japan. También grabó dos presentaciones de «Perfect Illusion» y «Million Reasons» para el programa SMAP×SMAP, las cuales se emitieron el 12 de diciembre. Días más tarde, volvió a los Estados Unidos con motivo de las elecciones presidenciales que se llevarían a cabo esa semana; en apoyo a Hillary Clinton, asistió al evento Get Out the Vote realizado el 7 en Raleigh, Carolina del Norte, donde cantó «Come to Mama» y «Angel Down», así como «Born This Way» y «Livin' on a Prayer», esta última junto a Jon Bon Jovi. Durante el evento, la artista realizó tributo a Michael Jackson utilizando una réplica a la medida de la chaqueta negra que Jackson usó en 1990 durante su reunión con el entonces presidente de Estados Unidos, George W. Bush. El atuendo causó polémica entre los espectadores, que consideraron que Gaga parecía «un nazi moderno».
El 20, aún de noviembre, presentó «Million Reasons» en los American Music Awards; la actuación fue simplemente la artista sentada en una pradera artificial a la luz de la luna mientras tocaba la guitarra. En general, obtuvo buenos comentarios, con Billboard catalogándola como la tercera mejor de las quince que hubo durante la noche. Asimismo, críticos de The Huffington Post y Out la describieron como «emocional», «inspiradora» e «increíble». Días después, la cantó en el Ali Forney Center, un centro de apoyo para miembros de la comunidad LGBT sin hogar en Nueva York. Posteriormente, Gaga se trasladó a París, Francia, para las grabaciones del Victoria's Secret Fashion Show, que se llevaron a cabo el 30 de noviembre. Allí, realizó dos presentaciones; en la primera, interpretó «Million Reasons» usando un vestido de cuerpo completo de color verde con rosas rojas, mientras que en la segunda hizo un popurrí de «A-Yo» y «John Wayne» usando un traje de una pieza negro con brillos, al que más tarde le añadió una chaqueta blanca con unas alas hechas de plumas. Tras ello, se trasladó al Reino Unido, donde realizó un evento sorpresa en Londres el 2 de diciembre en el que cantó «Million Reasons», y dos días después, la volvió a cantar en The X Factor. El 6 de ese mes, cantó nuevamente «Million Reasons» en el Royal Variety Performance en presencia de la familia real británica y el 9 la volvió a cantar junto a «Joanne» en el programa Alan Carr's Happy Hour.
Los días 15 y 22 de abril de 2017, Gaga encabezó el Festival de Música y Artes de Coachella Valley, en donde interpretó varios temas de sus álbumes The Fame (2008), The Fame Monster (2009), Born This Way (2011) y ARTPOP (2013), además de incluir algunas canciones de Joanne como «John Wayne», «A-Yo» y «Million Reasons». El 21 de octubre, dio una presentación sorpresa en el concierto benéfico de One America Appeal, el cual recaudaba fondos para ayudar a las víctimas de las diferentes huracanes del 2017. Allí, Gaga presentó «Million Reasons», así como «Yoü and I» y «The Edge of Glory», y aprovechó para donar un millón de dólares a la causa. El 28 de enero de 2018, Gaga cantó un popurrí entre «Joanne» y «Million Reasons» durante la sexagésima entrega de los premios Grammy. Dicha actuación fue dedicada a su tía, quien inspiró el álbum, y Gaga estuvo acompañada de Mark Ronson.

## Legado
Debido a que Joanne fue considerado como un álbum exitoso a pesar de ser totalmente diferente a los trabajos anteriores de la artista, expertos analizaron su impacto dentro de la industrial musical. El escritor Hugh McIntyre de la revista Forbes afirmó que el debut número 1 de Joanne en el Billboard 200 y la oferta que Gaga recibió de parte de los productores de la NFL para encabezar el espectáculo de medio tiempo del Super Bowl LI, demostró a otros artistas que era posible tener éxito a pesar de adoptar un estilo acústico y un enfoque más personal, lo cual cambió la dinámica de las radios del formato Mainstream Top 40. McIntyre sostuvo que la buena recepción de Joanne hizo que las radios fueran más receptivas con aquellas canciones que eran más acústicas, lo cual se apartaba de los sonidos EDM y hip hop que dominaban el mercado. Algunos de los ejemplos que el escritor citó fueron la artista Miley Cyrus, que también adoptó una imagen y sonido más puro para su álbum Younger Now (2017), hecho que se apartaba totalmente del pop rap de su disco Bangerz (2013), cuya promoción estuvo llena de polémicas. Asimismo, citó a Harry Styles, que también se alejó del teen pop de One Direction con el lanzamiento de su álbum homónimo, el cual tiene un sonido más glam rock. Los sencillos líderes de los álbumes de Cyrus y Styles, «Malibu» y «Sign of the Times», respectivamente, entraron al top 10 del Billboard Hot 100, algo en lo que McIntyre enfatizó para destacar el cambio que estaban teniendo las radios. Otra artista que el escritor mencionó fue Kesha, que adoptó un estilo más christian rock para su disco Rainbow (2017), que se apartaba del synthpop de sus álbumes Animal (2010) y Warrior (2012).
El reportero Billy Nilles de E! también habló sobre dicha tendencia y la nombró «el efecto Joanne», citando como ejemplos a Harry Styles, Kesha y Miley Cyrus, así como a Justin Timberlake, que tomó un enfoque más personal con su álbum Man of the Woods (2018), y, al igual que Gaga, se le ofreció encabezar el espectáculo de medio tiempo del Super Bowl de ese año. Otro de los ejemplos que Nilles citó fue la artista australiana Kylie Minogue, quien se aventuró en la música country con su álbum Golden (2018), a pesar de que dicho género no es popular en su país natal.

## Lista de canciones
- Edición estándar

| Joanne |                                 |                                                     |          |  |
| N.º    | Título                          | Escritor(es)                                        | Duración |  |
| 1.     | «Diamond Heart»                 | Lady Gaga, Mark Ronson, Josh Homme                  | 3:30     |  |
| 2.     | «A-Yo»                          | Lady Gaga, Mark Ronson, BloodPop, Hillary Lindsey   | 3:28     |  |
| 3.     | «Joanne»                        | Lady Gaga, Mark Ronson                              | 3:17     |  |
| 4.     | «John Wayne»                    | Lady Gaga, Mark Ronson, BloodPop, Josh Homme        | 2:54     |  |
| 5.     | «Dancin' in Circles»            | Lady Gaga, Beck, Mark Ronson, BloodPop              | 3:27     |  |
| 6.     | «Perfect Illusion»              | Lady Gaga, Mark Ronson, BloodPop, Kevin Parker      | 3:02     |  |
| 7.     | «Million Reasons»               | Lady Gaga, Mark Ronson, Hillary Lindsey             | 3:25     |  |
| 8.     | «Sinner's Prayer»               | Lady Gaga, Mark Ronson, J. Tillman, Thomas Brenneck | 3:43     |  |
| 9.     | «Come to Mama»                  | Lady Gaga, J. Tillman, Emile Haynie                 | 4:15     |  |
| 10.    | «Hey Girl» (con Florence Welch) | Lady Gaga, Florence Welch, Mark Ronson              | 4:15     |  |
| 11.    | «Angel Down»                    | Lady Gaga, RedOne                                   | 3:49     |  |
| 39:05  |                                 |                                                     |          |  |

- Edición de lujo

| Joanne |                        |                                                   |          |  |
| N.º    | Título                 | Escritor(es)                                      | Duración |  |
| 12.    | «Grigio Girls»         | Lady Gaga, Mark Ronson, BloodPop, Hillary Lindsey | 3:00     |  |
| 13.    | «Just Another Day»     | Lady Gaga                                         | 2:58     |  |
| 14.    | «Angel Down» (Maqueta) | Lady Gaga, RedOne                                 | 2:20     |  |
| 47:23  |                        |                                                   |          |  |

| Bonus track |                             |                                         |          |  |
| N.º         | Título                      | Escritor(es)                            | Duración |  |
| 15.         | «Million Reasons» (Maqueta) | Lady Gaga, Mark Ronson, Hillary Lindsey | 3:23     |  |

## Posicionamiento en listas

### Semanales
| América           |                                             |    |
| Argentina         | Argentina Albums Chart                      | 1  |
| Brasil            | Brazil Albums                               | 1  |
| Canadá            | Canadian Albums                             | 2  |
| Estados Unidos    | Billboard 200                               | 1  |
| Estados Unidos    | Digital Albums                              | 1  |
| México            | Top Álbumes Semanales                       | 1  |
| Asia              |                                             |    |
| Corea del Sur     | Korea's Gaon Album Chart (edición de lujo)  | 1  |
| Corea del Sur     | Korea's Gaon Album Chart (edición estándar) | 5  |
| Hong Kong         | HMV Music Top 20                            | 1  |
| Japón             | Japan Albums                                | 10 |
| Japón             | Japan International Albums                  | 1  |
| Rusia             | Russia Top 25 Albums                        | 1  |
| Taiwán            | Taiwanese Albums Chart                      | 1  |
| Europa            |                                             |    |
| Alemania          | German Albums Chart                         | 6  |
| Austria           | Austrian Albums Chart                       | 9  |
| Bélgica (Flandes) | Ultratop 200 Albums                         | 5  |
| Bélgica (Valonia) | Ultratop 200 Albums                         | 6  |
| Croacia           | Croatian Top 40 Albums Chart                | 3  |
| Dinamarca         | Danish Albums Chart                         | 12 |
| Escocia           | Scottish Albums Chart                       | 3  |
| España            | Spanish Albums Chart                        | 2  |
| Finlandia         | Finnish Albums Chart                        | 5  |
| Francia           | French Albums Chart                         | 9  |
| Grecia            | IFPI Albums Sales Chart                     | 4  |
| Hungría           | Top 40 album- lista                         | 12 |
| Irlanda           | Irish Albums Chart                          | 3  |
| Italia            | Italian Albums Chart                        | 2  |
| Noruega           | Norwegian Albums Chart                      | 5  |
| Países Bajos      | Dutch Albums Top 100                        | 5  |
| Polonia           | Polish Albums Chart                         | 10 |
| Portugal          | Portuguese Albums Chart                     | 4  |
| Reino Unido       | UK Albums Chart                             | 3  |
| República Checa   | Czech Albums Chart                          | 3  |
| Suecia            | Swedish Albums Chart                        | 3  |
| Suiza             | Swiss Albums Chart                          | 3  |
| Oceanía           |                                             |    |
| Australia         | Australian Albums Chart                     | 2  |
| Nueva Zelanda     | New Zealand Albums Chart                    | 2  |

### Sucesión en listas
| Predecesor: Wings de BTS                  | Japan International Albums — Álbum número 1 17 de octubre de 2016 — 24 de octubre de 2016 | Sucesor: Are You Happy? de Arashi               |
| Predecesor: Day Breaks de Norah Jones     | Korea's Gaon Album Chart — Álbum número 1 22 de octubre de 2016 — 28 de octubre de 2016   | Sucesor: Lose Control de Lay                    |
| Predecesor: Encore un soir de Celine Dion | Taiwanese Albums Chart — Álbum número 1 21 de octubre de 2016 — 18 de noviembre de 2016   | Sucesor: This House Is Not For Sale de Bon Jovi |
| Predecesor: Walls de Kings of Leon        | Billboard 200 — Álbum número 1 29 de octubre de 2016 — 12 de noviembre de 2016            | Sucesor: Tap or Die 3 de Young Jeezy            |
| Predecesor: Walls de Kings of Leon        | Digital Albums — Álbum número 1 29 de octubre de 2016 — 12 de noviembre de 2016           | Sucesor: Tap or Die 3 de Young Jeezy            |
| Predecesor: 7/27 de Fifth Harmony         | Brazil Albums — Álbum número 1 26 de noviembre de 2016 — 14 de enero de 2017              | Sucesor: Samba de Enredo de Varios artistas     |

### Certificaciones
| Territorio     | Organismo certificador | Certificación | Ventas certificadas | Ref.    |
| -------------- | ---------------------- | ------------- | ------------------- | ------- |
| Australia      | ARIA                   | Oro           | 35 000              | [ 241 ] |
| Brasil         | ABPD                   | Platino       | 40 000              | [ 242 ] |
| Canadá         | CRIA                   | Oro           | 40 000              | [ 112 ] |
| Dinamarca      | IFPI — Dinamarca       | Oro           | 10 000              | [ 243 ] |
| Estados Unidos | RIAA                   | Platino       | 1 000               | [ 23 ]  |
| Finlandia      | IFPI — Finlandia       | Oro           | 10 000              | [ 244 ] |
| Francia        | SNEP                   | Oro           | 50 000              | [ 245 ] |
| Italia         | FIMI                   | Oro           | 25 000              | [ 246 ] |
| México         | AMPROFON               | Platino       | 60 000              | [ 247 ] |
| Noruega        | IFPI — Noruega         | Oro           | 10 000              | [ 248 ] |
| Polonia        | ZPAV                   | Oro           | 10 000              | [ 249 ] |
| Reino Unido    | BPI                    | Oro           | 100 000             | [ 117 ] |

### Anuales
| País              | Lista                    | Posición |      |      |      |      |      |
| 2016              | 2016                     | 2016     | 2016 | 2016 | 2016 | 2016 | 2016 |
| ----------------- | ------------------------ | -------- | ---- | ---- | ---- | ---- | ---- |
| Australia         | Australian Albums Chart  | 74       |      |      |      |      |      |
| Bélgica (Flandes) | Ultratop 200 Albums      | 99       |      |      |      |      |      |
| Bélgica (Valonia) | Ultratop 200 Albums      | 98       |      |      |      |      |      |
| Corea del Sur     | Korea's Gaon Album Chart | 94       |      |      |      |      |      |
| España            | Spanish Albums Chart     | 92       |      |      |      |      |      |
| Estados Unidos    | Billboard 200            | 108      |      |      |      |      |      |
| Estados Unidos    | Digital Albums           | 23       |      |      |      |      |      |
| Francia           | French Albums Chart      | 156      |      |      |      |      |      |
| Hungría           | Top 40 album- lista      | 98       |      |      |      |      |      |
| Italia            | Italian Albums Chart     | 85       |      |      |      |      |      |
| México            | Top Álbumes Semanales    | 52       |      |      |      |      |      |
| Reino Unido       | UK Albums Chart          | 84       |      |      |      |      |      |
| Suiza             | Swiss Albums Chart       | 69       |      |      |      |      |      |
| 2017              |                          |          |      |      |      |      |      |
| Estados Unidos    | Billboard 200            | 35       |      |      |      |      |      |

## Premios y nominaciones
| Año  | Premiación     | Nominado por      | Categoría                        | Resultado | Ref.   |
| ---- | -------------- | ----------------- | -------------------------------- | --------- | ------ |
| 2018 | Premios Grammy | Joanne            | Mejor álbum pop vocal            | Nominado  | [ 20 ] |
| 2018 | Premios Grammy | «Million Reasons» | Mejor interpretación pop solista | Nominado  | [ 20 ] |
| 2019 | Premios Grammy | «Joanne»          | Mejor interpretación pop solista | Ganador   | [ 20 ] |

## Créditos y personal
- Créditos adaptados a la edición de lujo de Joanne.[89]

### Música

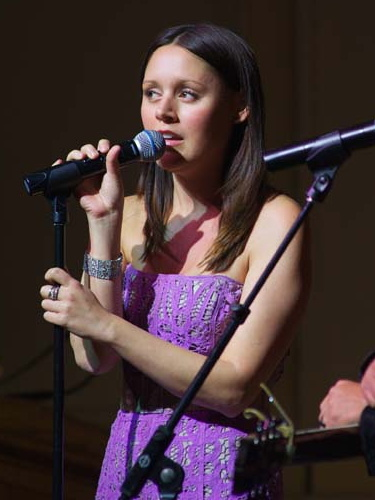
Hillary Lindsey aportó en la composición, los coros y la guitarra acústica.

| - Lady Gaga: voz, piano, percusión y coros - Victor Axelrod: piano y sintetizadores - Jeff Bhasker: sintetizadores - BloodPop: sintetizadores, teclado, órgano, bajo y batería - Thomas Brenneck: guitarra eléctrica - Jack Byrne: guitarras - J. Gastelum Cochemea: saxofón - Dave Guy: trompetas - Este Haim: percusión - Emile Haynie: batería y sintetizadores - Matt Helders: batería - Ian Hendrickson-Smith: saxofón - Josh Homme: guitarras y batería - James King: saxofón - Brent Kolatalo: batería - Steve Kortyka: saxofón - Don Lawrence: instrucción vocal | - Sean Lennon: guitarra - Ken Lewis: batería - Hillary Lindsey: coros y guitarra acústica - Kelsey Lu: violonchelo - Leon Michels: teclado y mellotron - Tom Moth: arpa - Nicholas Movshon: bajo - Brian Newman: trompetas - Kevin Parker: batería, guitarra y sintetizadores - RedOne: guitarra - Mark Ronson: bajo, guitarra, teclado, mellotron, piano electrónico y sintetizadores - Anthony Rossomando: guitarra - Harper Simon: guitarra - Homer Steinweiss: batería - J. Tillman: batería - Florence Welch: voz |

### Producción

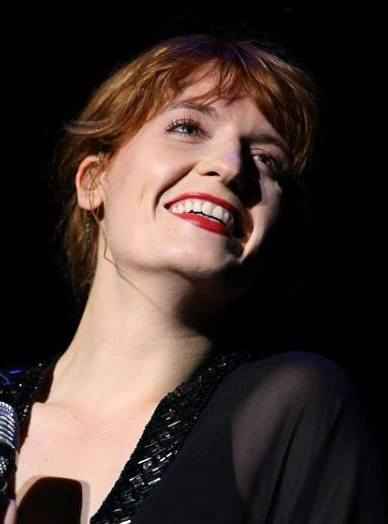
Florence Welch prestó su voz y coescribió la única colaboración del álbum, además de haberse involucrado en la fotografía.

| - Lady Gaga: producción - Ben Baptie: mezcla - Jeff Bhasker: producción - Joshua Blair: grabación - BloodPop: producción, rítmica, programación y sintetización - Brandon Bost: asistencia de mezcla y grabación - Johnnie Burik: asistencia de grabación - Christopher Cerullo: asistencia de grabación - Chris Claypool: asistencia de grabación - David Covell: grabación y asistencia de grabación - Tom Coyne: masterización - Matthew Cullen: grabación - Riccardo Damian: grabación - Abby Echiverri: asistencia de grabación - Tom Elmhirst: mezcla - Serban Ghenea: mezcla - John Hanes: ingeniería - Michael Harris: asistencia de grabación - Emile Haynie: producción | - Josh Homme: producción - T.I. Jakke: mezcla - Jens Jungkerth: grabación - Brent Kolatalo: grabación - Ken Lewis: grabación - Barry McCready: grabación y asistencia de grabación - Ed McEntee: asistencia de grabación - Randy Merrill: masterización - Trevor Muzzy: grabación - Kevin Parker: producción - Charley Pollard: asistencia de grabación - RedOne: producción, mezcla y programación - Benjamin Rice: grabación - Mark Ronson: producción - Dave Russell: grabació - Brett Shaw: grabación - Justin Smith: grabación y asistencia de grabación - Joe Visciano: asistencia de mezcla y grabación - Alekes Von Korff: grabación |

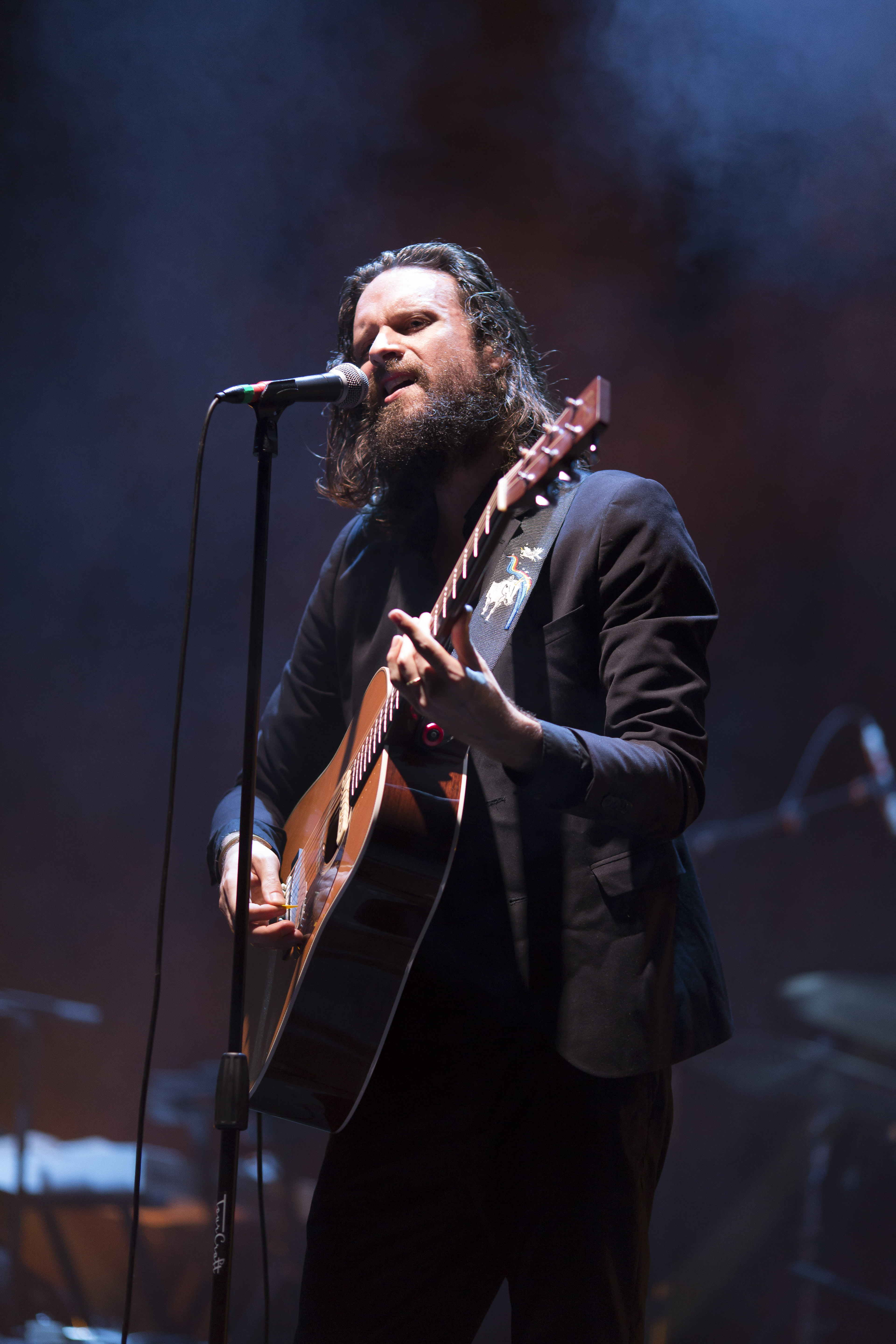
J. Tillman contribuyó en la batería y la composición.

### Negocios
| - Lady Gaga: productora ejecutiva - Mark Ronson: productor ejecutivo - Bobby Campbell: administración | - Lisa Einhorn-Gilder: coordinación de producción - Ashley Gutierrez: asistente personal de Lady Gaga - John Janick: A&R |

### Empaque
| - Lady Gaga: dirección creativa y fotografía - Andrea Gelardin: dirección creativa y fotografía - Ruth Hogben: dirección creativa y fotografía - Brandon Maxwell: dirección creativa y de moda - Florence Welch: fotografía - Collier Schorr: fotografía | - Sandra Amador: estilista - Frederic Aspiras: cabello - Brian Roettinger: diseño gráfico - Sarah Tanno: maquillaje - An Yen: diseño gráfico |